# 리얼사커 (온라인)
《리얼사커》(Real Soccer 약칭 리싸)는 네오비앙의 대표 온라인 축구 게임이다.
2005년에 시작하여 7년간의 개발 과정을 거쳐 현재 오픈 베타 테스트 중에 있으며, MBC 게임에서 방송 대회인 "리얼사커 챔피언쉽 리그"를 개최하기도 하였다.

## 게임 시스템

### 게임 방식
이 게임은 축구 선수의 조종이 주를 이루는 축구 게임이다. 축구 선수를 1명을 조종하느냐, 11명을 조종하느냐에 따라 선수모드와 팀모드로 나뉜다. 자신에게 주어진 선수는 게임을 진행하여 성장시키며, 각 레벨에 맞는 스킬을 장착하여 세부적인 축구 경기를 할 수 있다. 대결시 선수 모드는 8명(4 vs 4)부터 22명(11 vs 11)까지 참여 가능하며, 팀모드는 2명이 참여하여 대결을 펼친다. 현재 팀모드는 개발중이다.
특기할만한 사항은 이 게임은 기존의 축구 게임들과는 달리 마우스를 이용한 컨트롤을 한다는 것이다. 이로 인해 유저들은 보다 직관적이고 창조적인 플레이가 가능하다. 2012년 12월 기준으로, 선수 레벨별로 아마1(10~14) / 아마2(15~19) 서버가 나뉘어 있으며 클럽 시스템을 통한 클럽 서버도 존재한다.
하지만 2013년 12월 네오비앙이 리얼사커 2탄 격인 풋볼레전드의 서비스를 시작하면서 이후 리얼사커는 서비스 종료로 접어들었다.
현재는 리얼사커 홈페이지 접속시 풋볼레전드의 홈페이지로 접속 된다. 그러나 2016년 초에 풋볼레전드 한국 서버마저도 서비스가 종료되버리면서 결국 풋볼레전드는 러시아 서버만 남고 한국서버는 역사속으로 살아졌다. 현재는 네오비앙의 회사사정을 알 수는 없지만 네오비앙의 홈페이지가 없어졌는지 네오비앙 사의 홈페이지 접속이 되지 않고 있다.
(후문 현재 네오비앙 회사 사이트 주소로 들어가면 이상한 정체불명을 알 수 없는 중국사이트로 접속이 되고 있다.)
한 편 리얼사커를 그리워 하던 유저들이 리얼사커를 부활시켜 보려고 네이버 카페까지 만들고 네오비앙과 접촉한 일도 있었는데
유저들간에 의견이 맞지 않아서 일이 잘 진행되지 않는 경우가 많았고 네오비앙 측에서도 회사사정이 어려워 게임을 부활시키는 것은 어렵다 라며 통보 했는지 결국 리얼사커 부활 마저도 무산되고 말았다. 결국 유저들은 카페를 리얼사커 부활
카페에서 풋볼레전드 러시아 서버 카페로 개편하고 한국인들 끼리 만나서 풋볼레전드 러시아 서버를 플레이 하고 있다.
풋볼레전드 러시아 서버를 할 때는 반드시 국적이 같은 사람들 끼리 해야 한다. 왜냐하면 러시아서버에서
러시아인과 한국인이 게임을 같이 한다면 러시아 핑과 한국 핑이 서로 맞지가 않아서 게임중에 렉이 많이
나기 때문이다.

## 리얼사커 방송 대회
리얼사커 챔피언쉽 리그(Real Soccer Championship League)는 MBC게임에서 방송된 리얼사커 클럽 리그이다.

### 방송진
- 프로듀서 : 황성규
- 해설 : 정인호, 이주헌(시즌1), 박현규(시즌2)
- 진행 : 김철민

### 리그 방식
대회 참여 신청을 한 클럽들 간 조별예선을 거쳐 3, 4팀으로 구성된 각 조에서 1, 2위가 방송대회(16강)에 진출하게 된다.
방송대회 진출 팀은 16강 그룹에서 다시 조별 경쟁을 펼치고 각 조 2팀이 8강에 진출하게 되며 8강부터는 토너먼트 방식으로 그 승자를 결정하게 된다.

### 상금[4]
- 우승: 트로피, 1000만원
- 준우승: 300만원

### 리그 연혁

#### SK텔레시스 W컵 시즌1
- 방송기간: 2011-04-20 ~ 2011-07-06
- 우승:Germany 준우승:Juventus 3위 : Spain[4]

#### 삼성 싱크마스터컵 시즌2
- 방송기간: 2011-07-20 ~ 2011-10-05
- 우승:Juventus 준우승:Germany 3위:ENGLAND[5]

## 같이 보기
- MBC게임